# 중앙성당 (제주)
중앙성당(中央聖堂)은 제주특별자치도 제주시에 있는 천주교 성당이다.